# Quinty Ton
Quinty Ton (* 4. August 1998 in Tiel) ist eine niederländische Radrennfahrerin, die im Straßenradsport aktiv ist.

## Sportlicher Werdegang
Mit dem Wechsel in die U23 wurde Quinty Ton 2019 Mitglied im Biehler Pro Cycling Team, bei dem sie drei Jahre blieb. 2021 stand sie als Zweite der ersten Etappe der Baloise Ladies Tour erstmals auf dem Podium eines internationalen Rennens. Zur folgenden Saison erhielt sie einen Profivertrag beim UCI Women’s WorldTeam Liv Racing Xstra. Der siebte Rang beim Omloop Het Nieuwsblad 2023 war ihre erste Top-10-Platzierung auf der UCI Women’s WorldTour.
Zur Saison 2024 wurde Ton in das neu gegründete Team Liv AlUla Jayco übernommen. Ihre ersten Rennen für das Team konnte sie jedoch erst im Mai bestreiten, nachdem sie im Training von einem Auto angefahren worden war und mit Knochenbrüchen im Krankenhaus gelegen hatte. Auf der letzten Etappe der Vuelta Ciclista Andalucía Elite Women 2024 verpasste sie als Etappenzweite erneut nur knapp ihren ersten internationalen Sieg.